# Ömonark
Ömonark (Monarcha cinerascens) är en fågel i familjen monarker inom ordningen tättingar. Den förekommer på sydostasiatiska öar från Sulawesi österut till Salomonöarna. Beståndet anses vara livskraftigt.

## Utseende och läte
Ömonarken är en medelstor ljust askgrå tätting med roströd buk och rätt kraftig näbb. Svart öga sticker ut på det ljusgråa huvudet. Ungfåglar uppvisar bruna kanter på ving- och stjärtpennor. Den saknar till skillnad från liknande glasögonmonarken svarta teckningar i ansiktet, vilket dock även ung glasögonmark gör. I alla dräkter har dock den arten en grå halvcirkel framför ögat. Sången beskrivs som ett "whitcheeoo" som faller i tonhöjd och lätet är ett raspigt "schuk".

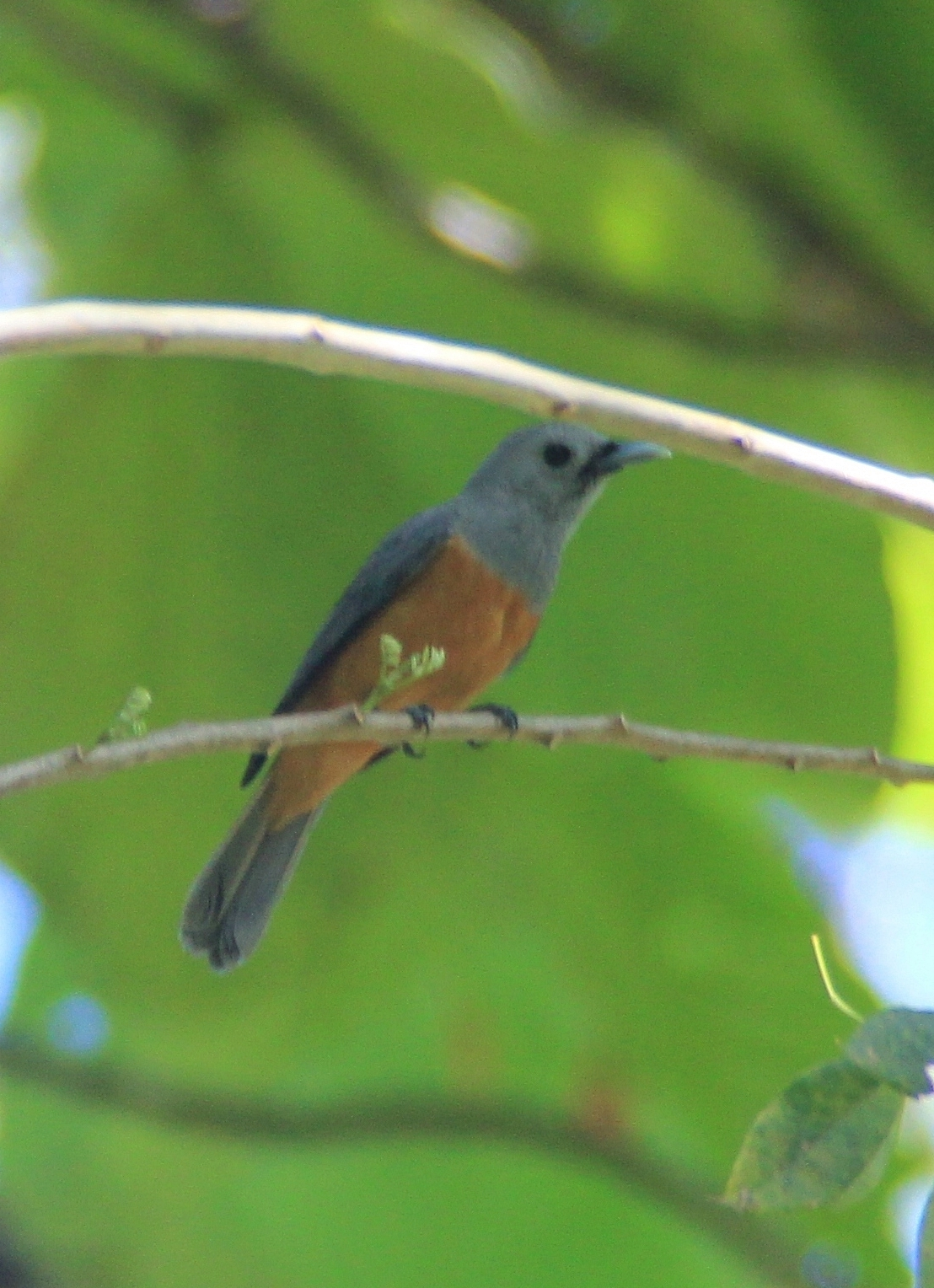

## Utbredning och systematik
Ömonarken har ett stort utbredningsområde på öar i Sydostasien, från Sulawesi via Nya Guinea till Salomonöarna. Den delas in i hela tio underarter med följande utbredning:
- Monarcha cinerascens cinerascens – Wallacea (Sulawesi med angränsande öar, Moluckerna samt Små Sundaöarna
- Monarcha cinerascens inornatus -– nordvästra Nya Guinea, Aruöarna, Waigeo, Salawati och Misool
- Monarcha cinerascens steini – ön Numfoor utanför Nya Guinea
- Monarcha cinerascens geelvinkianus – Yapen och Biak utanför Nya Guinea
- Monarcha cinerascens fuscescens – öar i Cenderawasihbukten, norra Nya Guinea.
- Monarcha cinerascens nigrirostris – kustnära områden på norra Nya Guinea, från Dagua till Huonhalvön
- Monarcha cinerascens fulviventris – öarna Ninigo, Hermit och Anchorite samt Amiralitetsöarna
- Monarcha cinerascens perpallidus – Bismarckarkipelagen (Mussau, Tench, Lavongai, Djaul, Tabaröarna, Lihiröarna och Tangaöarna)
- Monarcha cinerascens impediens – östra Bismarckarkipelagen till Salomonöarna
- Monarcha cinerascens rosselianus – ögrupperna D'Entrecasteaux, Bismarck och Louisiaderna

International Ornithological Congress inkluderar nigrirostris i impediens och urskiljer underarten commutatus med utbredning på öarna Sangihe, Siau, Mayu och Tifore utanför Sulawesi.

## Levnadssätt
Ömonarken hittas i buskmarker, skog och plantage i låglänta områden, på vissa öar upp i förbergen.

## Status och hot
Arten har ett stort utbredningsområde, men tros minska i antal, dock inte tillräckligt kraftigt för att den ska betraktas som hotad. Internationella naturvårdsunionen IUCN listar arten som livskraftig (LC).